# Clan Kennedy
Ne doit pas être confondu avec la famille Kennedy des États-Unis, qui est d'origine irlandaise.
Le clan Kennedy est un clan des Lowlands.

## Histoire

### Origines du clan
Les Votadini étaient une tribu du Lothian et leur chef, Cunedda, fut envoyé par le dirigeant britannique, Vortigern, afin d'établir des colonies pour limiter les raids maritimes des Picto-Écossais dans le sud ouest de l'Écosse. Ces colonies se dispatchèrent loin au sud, jusqu'aux côtes du pays de Galles. Cunedda est désigné comme Cinneidgh en gaélique, ce qui signifie laid ou tête-sinistre. Le nom fut associé au district de Carrick (Écosse).
Durant le début du règne de Guillaume le Lion, Gilbert Mac Kenedi obtint une charte pour l'abbaye de Melrose, lui donnant des terres dans le district de Carrick. Durant le règne d'Alexandre II d’Écosse, Gillespie Kennedy est nommé sénéchal de Carrick.

### Guerres d'indépendance écossaise
Les Kennedy clamèrent leur lien de sang avec le comte de Carrick et apportèrent leur soutien à Robert de Bruce durant les guerres d'indépendance écossaise. En 1372, Robert II d’Écosse récompensa John Kennedy de Dunure, le nommant chef des Kennedy et bailli de Carrick.

### XVeetXVIesiècles

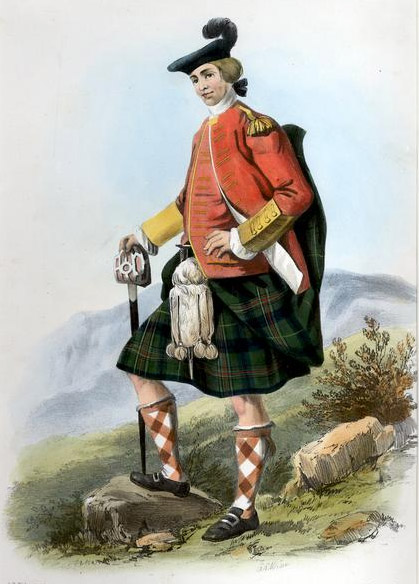
Ulric. Une peinture romantique datant de l'époque victorienne représentant un membre du clan Kennedy. Réalisé par R. R. McIan, extrait de The Clans of the Scottish Highlands, publié en 1845.

En 1457, Gilbert, un descendant de John Kennedy de Dunure, fut créé Lord Kennedy. Il fut l'un des régents du futur Jacques III d'Écosse. James Kennedy, frère du premier Lord Kennedy, fut l'un des évêques les plus appréciés d'Écosse. James fut brièvement Lord Chancelier d'Écosse et fut aussi évêque de Dunkeld, ainsi que, plus tard, archevêques de St Andrews. En 1455, il fonda le St Salvator's College.
Hugh Kennedy d'Ardstinchar fut un mercenaire écossais qui combattit pour Jeanne d'Arc au siège d'Orléans. C'est pour cela qu'elle est représentée sur les armes des Kennedy de Bargany.
En 1509, Sir David Kennedy, le troisième Lord Kennedy devint comte de Cassillis. Il fut tué à la bataille de Flodden en 1513. Le second comte de Cassillis fut assassiné en 1527. Gilbert Kennedy, le troisième comte, fut l'un des quatre commissionnaires écossais empoisonnés à leur retour du mariage de Marie Ire et du dauphin de France en 1558. Le troisième comte avait hérité du titre à l'âge de douze ans et l'une de ses premières décisions fut de signer l'arrêt de mort de Patrick Hamilton, le premier martyr protestant d’Écosse.
Les Kennedy de Moray, une branche du clan, migrèrent vers le nord avec Janet Kennedy, la sœur du troisième Lord Kennedy, qui eut un fils avec Jacques IV d'Écosse, qui lui permit d'obtenir une partie du comté de Moray. Les Kennedy de Moray devinrent un sept du Clan Cameron.

### XVIIesiècleet guerre civile
En 1601, les Kennedy de Cassillis furent impliqués dans une mutinerie contre le Kennedy de Bargany. Les Cassillis étaient soutenus par le clan Fergusson. Le Laird Bargany fut tué.
De 1649 à 1651, John Kennedy 6e comte de Cassillis fut Lord Justice General d'Écosse et un protestant zélé. Son fils et lui, furent tous deux de fervents supporters du Parlement durant la guerre civile. Le comte siégea également dans la maison des Lords d'Oliver Cromwell. Les Kennedy souffrirent de leurs convictions, mais leurs propriétés restèrent quasiment intactes.
Les Kennedy de Kernuck, une branche du clan devenue lignée héréditaire des connétables d’Aberdeen depuis au moins 1413. Les Kennedy de Kernuck devinrent des hors-la-loi lorsqu’en 1652 le chef de famille et son fils blessèrent mortellement John Forbes de Watertown.

### XVIIIeetXIXesiècles
Quand le 8e comte de Cassillis  mourut la succession dut être présentée à la justice et la délibération dura trois ans pour déterminer qui serait le nouveau chef. Les titres et les terres des Kennedy furent revendiqués par William Douglas (futur duc de Queensberry), un arrière-petit-fils dans la lignée féminine du 7e comte. L'autre prétendant était Sir Thomas Kennedy, un descendant du 3e comte par la lignée masculine. En janvier 1762, la maison des Lords se positionna en faveur de Sir Thomas. Le 30 novembre 1775, Thomas mourut sans héritier et fut remplacé par son frère David, qui engagea Robert Adam pour construire le château de Culzean, David mourut célibataire le 18 décembre 1792,.
Avec la mort de David, la lignée s'éteignit. Le comté de Cassillis passa à un cousin, Archibald Kennedy, capitaine dans la Royal Navy, son père, Archibald Kennedy (d.1763), avait immigré en Amérique en 1722 et travaillait à New York. Son fils, le 11e comte, possédait des terres dans le New Jersey et il épousa une Américaine. Il décéda à Londres le 30 décembre 1794 et fut remplacé par son fils Archibald (1770-1846), qui devint Baron Ailsa en 1806 et marquis d'Aisla en 1831. Son arrière-petit-fils Archibald (né en 1847) devint 3e marquis.

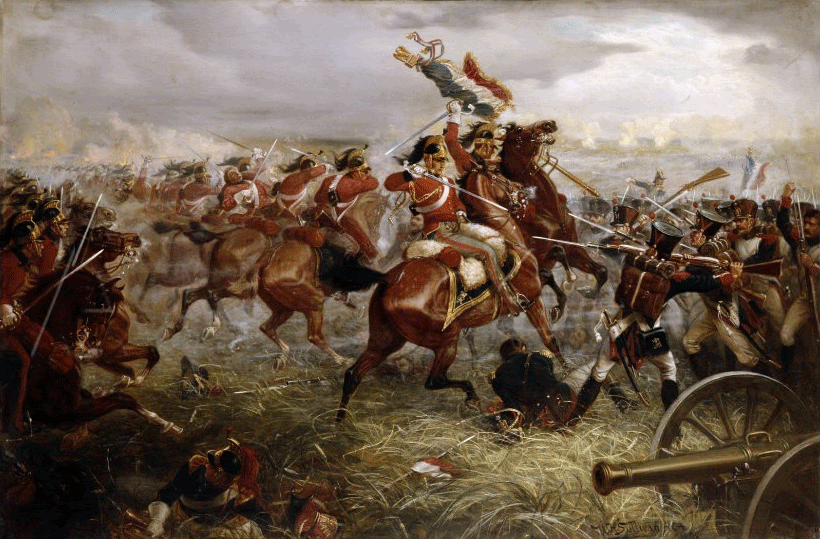
Les Dragons à la bataille de Waterloo en 1815 (La capture de l'aigle)

Le lieutenant General Clark Kennedy servit durant la guerre d'indépendance espagnole et en 1815, il commanda l'escadron des Dragons Royaux à la bataille de Waterloo. Il y captura personnellement l'aigle et les couleurs du 105e régiment d'infanterie français. Sir Clark Kennedy faisait partie de la branche des Kennedy de Moray.

## Châteaux

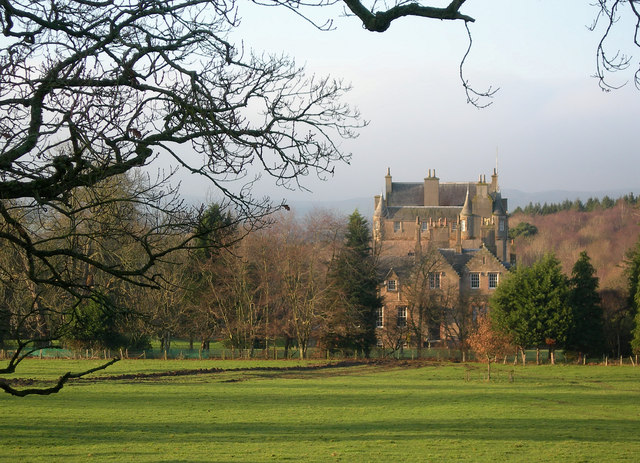
Cassillis House, dans les Lowlands. Siège des chefs du clan Kennedy. Photo par Mary et Angus Hogg

- Cassillis House, près de Maybole. Siège des chefs du clan.
- Château de Culzean, ancien siège du clan.
- Dunure Castle dans le South Ayrshire qui fut la première place forte du clan.
- Dalquharran Castle dans le South Ayrshire autrefois propriété des Kennedy de Kirkhill et Dunure, désormais en ruine.
- Cruggleton Castle, Sorbie, Wigtownshire
- Dunduff Castle
- Greenan Castle à Ayr
- Maybole Castle

## Arbre généalogique
Base de l'arbre :
- John Kennedy de Dunure et Cassillis * Une héritière des comtes de Carrick
  - Sir Gilbert
    - James * Princesse Mary (2e fille de Robert III)
      - Gilbert (qui devient Lord Kennedy vers 1457)

    - James Kennedy 
      -         - Hugh Kennedy de Ardstinchar
          - Sir David (3e lord de Kennedy, devenu comte de Cassilis en 1509)

### Chef Écossais (actuellement)
- David Thomas Kennedy[3].